# Caridina multidentata
Caridina multidentata (Stimpson, 1860) — прісноводна креветка з родини Atyidae ряду десятиногих раків. Серед акваріумістів більше відома під назвою креветка Амано. До 2006 року носила офіційну назву Caridina japonica.

## Загальна характеристика
У природному середовищі Caridina multidentata розповсюджена у Японії, на Тайвані, частково у Кореї та на Мадагаскарі, де її було інтродуковано. Першою назвою виду була Caridina japonica (De Man, 1892), проте після появи відомостей про опис цих членистоногих ще у 1860 році, креветки отримали у 2006 році нове сучасне ім'я.
Довжина тіла самців становить 3,5 см, самки дещо більші (до 5 см) та мають подовжені сегменти черевця, що захищають ікринки, які розміщуються на черевних ніжках (плеоподах). У статевозрілих самок чітко видно яєчні сумки на черевці, де вони носять та інкубують ікру. Напівпрозоре тіло креветки з боків вкрите червоно-коричневими крапками розміром ~0,3 мм, які ближче до спини зливаються у пунктирні червонясті лінії. Перша лінія крапок у самок завжди переходить у риски, тоді як у самців лишається крапчастою. Спинна частина має світло-бежеве забарвлення, через усю спину від рострума до тельсона проходить біла смуга. Очі креветки червоно-коричневі. В залежності від раціону основний колір тіла може змінюватися від зеленувато-синього відтінку до червонястого.
Першим використовувати цих креветок як мешканців акваріума став на початку 1980-х років відомий японський аквадизайнер Такасі Амано, внаслідок чого Caridina multidentata й отримала свою неофіційну назву — креветка Амано (англ. Amano Shrimp). Починаючи з 2003 року цей вид членистоногих швидко розповсюдився серед акваріумістів по всьому світу.
Креветки Амано чудово виконують роботу з поїдання певних видів водоростей, чим не останньою мірою й привертають до себе увагу багатьох акваріумістів. Невеличкими ніжками з віялами-пилочками вони відділяють шматочки нитчатки та інших водоростей від великих рослин та поїдають їх, чим суттєво полегшують процес догляду за акваріумом. Разом з отоцинклюсами Caridina multidentata є найкращим засобом позбавлення акваскейпу від нитчатки, проте у боротьбі з «чорною бородою» вони значно поступаються сіамським водоростеїдам.

## Умови утримання
У 50-літровому акваріумі з буйною рослинністю можна утримувати до 30-40 креветок Амано. Caridina multidentata — колективні істоти, що полюбляють різноманітні укриття, як природного так і штучного походження. Особливо актуальною проблема схованок стає під час вагітності самок, яким слід надати змогу переховуватися від надокучливих самців. Яванський мох, а також індійська та таїландська папороті створюють чудові умови для проживання цього виду членистоногих.
Оптимальні параметри води для утримання Caridina multidentata: температура 23-27 °С, ph 5,8-7,0. Креветки Амано можуть тривалий час жити і при 30 °С, а також легко переносять зниження температури до 14-16 °С, проте при високих температурах метаболізм креветок прискорюється і вони швидше старіють. При підвищених значеннях ph самопочуття креветок погіршується і вони намагються вилізти в води. Креветки Амано, на відміну від деяких інших видів, не дуже чутливі до підвищеного вмісту аміаку у воді, проте велика кількість нітратів та нітритів впливають на них негативно.
У живленні Caridina multidentata невибагливі: з великим задоволенням поїдать наростання на вищих водоростях, спеціалізовані корми для риб і креветок, мотиль та трубковик. Також не відмовляються від бланшованих шматочків овочів (кабачок, морква, болгарський перець) та листків мигдаля.
Креветки Амано миролюбні та без проблем утримуються разом з дрібними миролюбними зграйними рибами. Процес розмноження креветок у неволі надто складний через те, що личинки мають зростати у солонуватій воді, яку не переносять дорослі особини. Личинки стають повноцінними дорослими креветками у віці 45 днів.

## Галерея

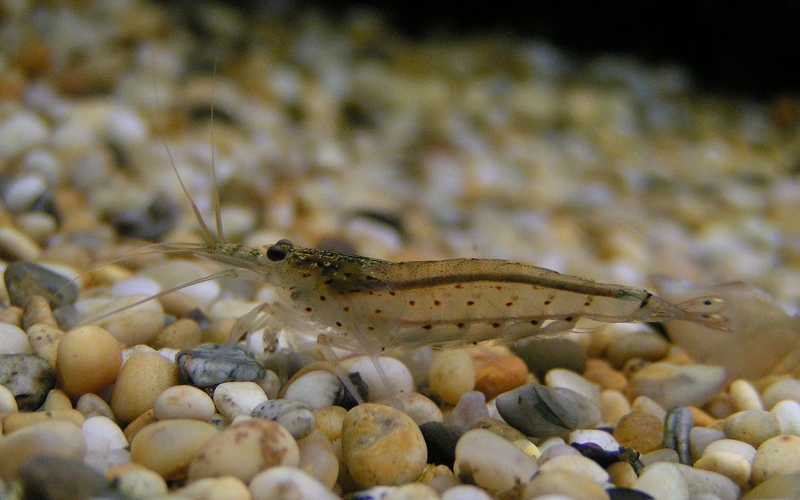
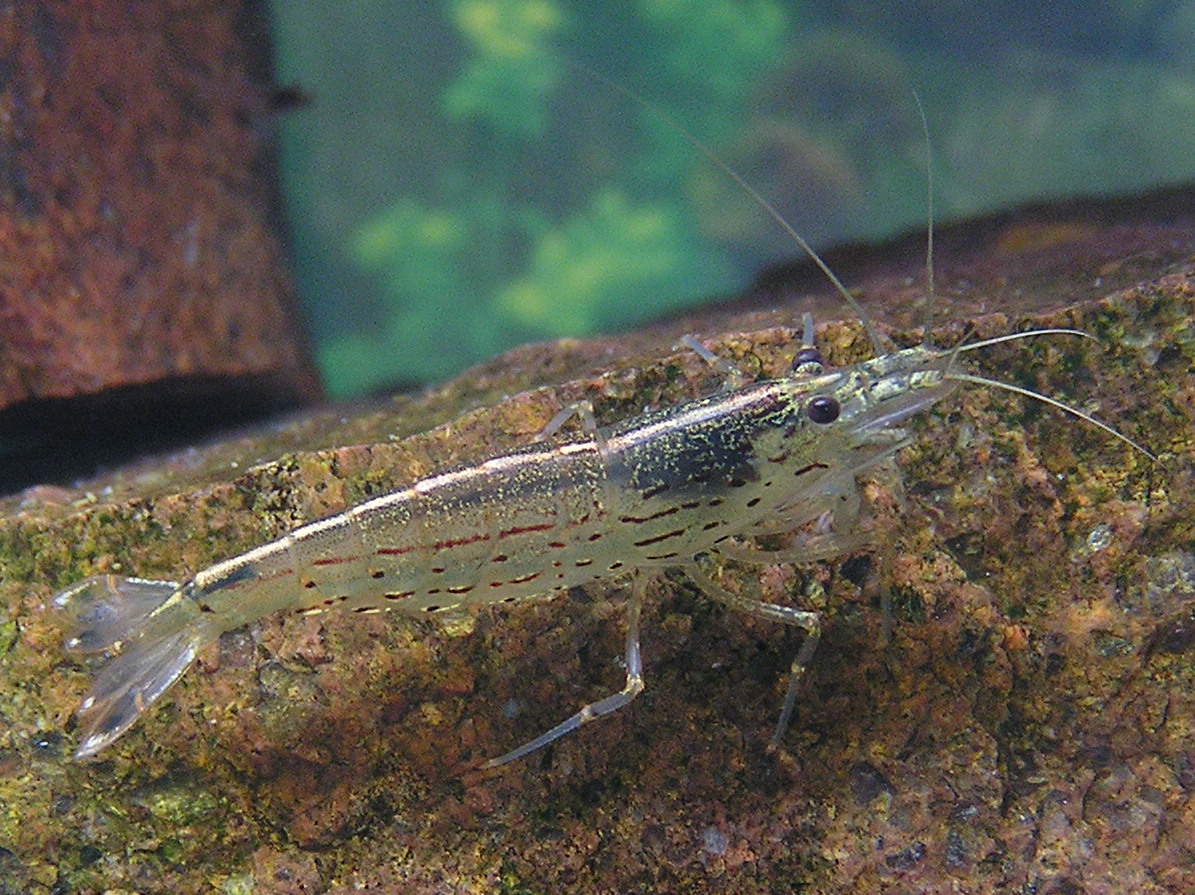
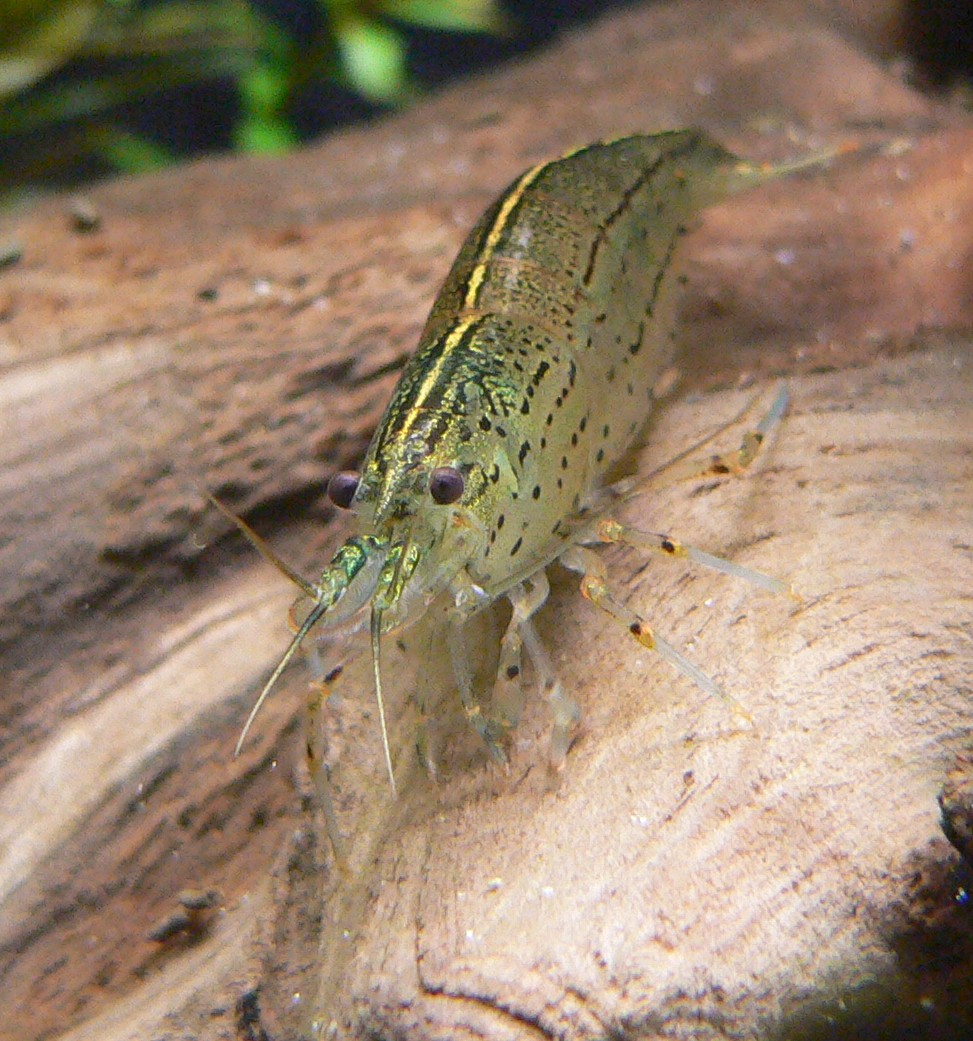
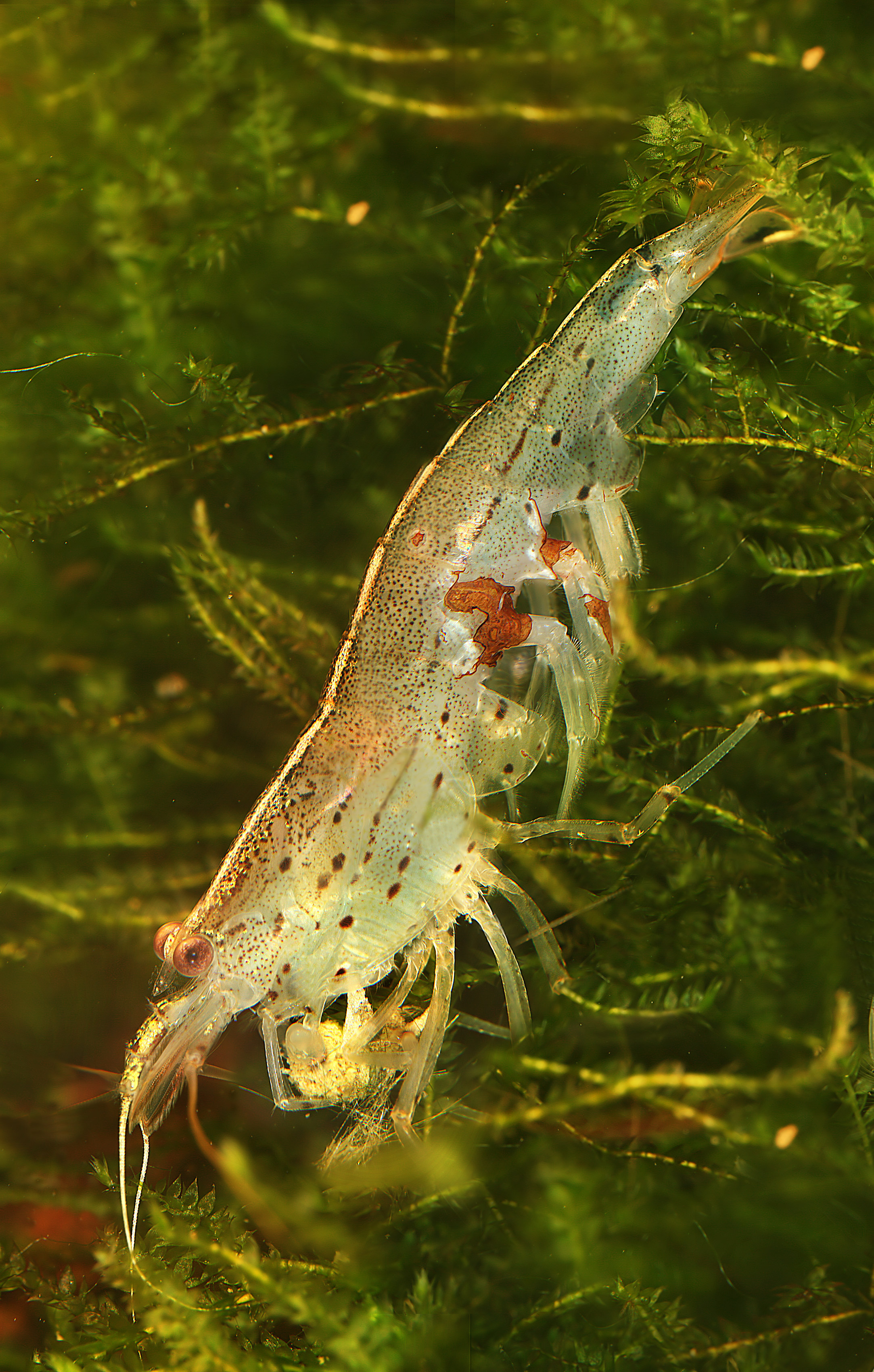
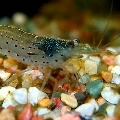
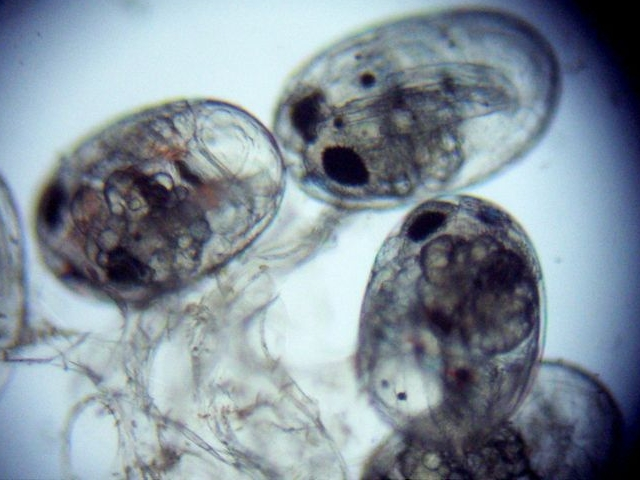
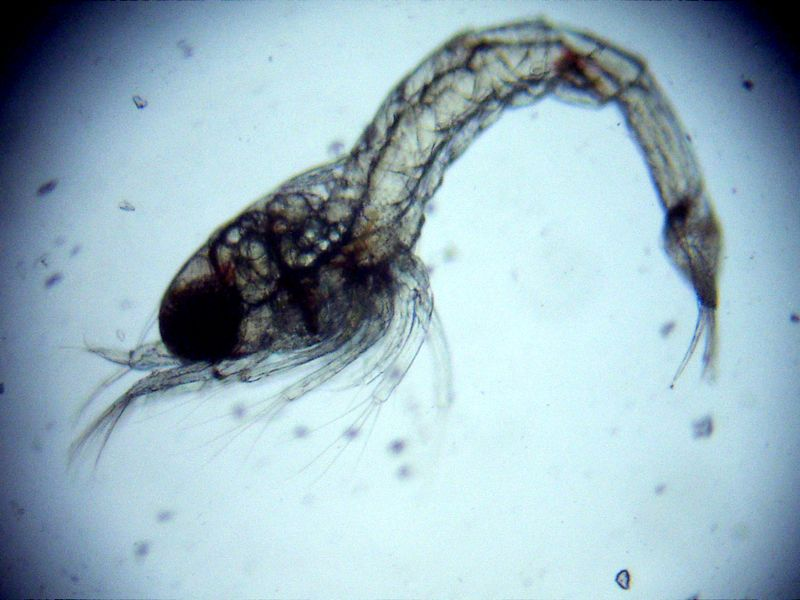